# Giovanni IV Crispo
Giovanni IV Crispo (1499 – 1564) fu il ventesimo duca del Ducato di Nasso dal 1510.

## Biografia
Il regno di Giovanni IV durò cinquantaquattro anni, il più lungo nella storia del ducato. Come quelle dei suoi antenati, il suo regno è stato segnato da l'avanzata ottomana e l'influenza veneziana, l'unico modo per ritardarlo.
Inizialmente, il Ducato di Nasso non interessava al sultano: il nemico principale nel Mar Egeo erano i Cavalieri di Rodi. Tuttavia, il ducato era potenzialmente a rischio. Nel 1521 Giovanni IV aveva fornito assistenza alla flotta dei Cavalieri che era impegnato nella guerra corsa contro le navi ottomane che collegava l'Egitto a Costantinopoli. Nel 1522, Solimano il Magnifico lancio un assedio a Rodi. Philippe de Villiers de L'Isle-Adam chiamò, inutilmente, tutti i cristiani in aiuto.
La caduta di Rodi ebbe conseguenze dirette per Nasso. L'isola accolse inizialmente i Cavalieri di Rodi e anche l'arcivescovo cattolico dell'Egeo la cui sede fu spostata da Rodi a Nasso. Il Ducato divenne quindi la prima linea contro l'avanzata ottomana. Giovanni andò per due volte (1522 e 1537) a Venezia per chiedere sostegno con nuove barche e denaro per migliorare le difese del ducato.
Il ducato in quegli anni trovò anche una nuova protezione: quello dell'ambasciatore della Francia presso Costantinopoli.
Nel maggio del 1537, Barbarossa arma duecento navi della flotta ottomana e inizia una campagna di attacchi e razzie. Il primo obiettivo è la Puglia. Poi si sposta a Corfù. Più di 50.000 uomini e trenta cannoni assediato la fortezza a fine agosto, ma ai primi di settembre ma non era ancora riuscito a conquistare. Iniziò a devastare le isole minore del mare Ionio e dell'Egeo. La flotta ottomana puntò verso le Cicladi e il Ducato di Nasso. Kea e Kythnos, sulla strada, sono state attaccate. La popolazione provò a resistere prima di cedere. La legge di guerra prevedeva che ogni conquista ottomana dopo aver combattuto consegnato gli abitanti ed i loro possedimenti ai vincitori. Gran parte della popolazione di queste due isole è stato poi deportato. Successivamente Paros fu assediata. Il suo Signore, Bernardo Sagredo si ritirò in una fortezza inespugnabile (Kephalos) nella parte orientale dell'isola, sopra Marpissa. Alla fine si arrese, vinto dalla fame o, secondo altre fonti, dalla mancanza di munizioni, dopo pochi giorni. La flotta ottomana avrebbe causato 6.000 vittime sull'isola. Barbarossa poi inviò un messaggio al duca Giovanni, la cui fortezza si trovava quasi di fronte a Paros caduta. L'accordo era semplice: o subire il destino di Paros o pagare tributi e riconoscersi come vassallo dell'Impero ottomano. Truppe turche sbarcarono nel porto di Nasso e si stabilirono nei dintorni di Chora. Gli abitanti si rifugiarono nella fortezza. Gli Ottomani saccheggiato le periferie, presero soprattutto grano e olio. Poi hanno attaccato le mura della fortezza. Nel frattempo, Giovanni si era ritirato nella sua fortezza (Epanokastro) nell'entroterra, e si consultò con i suoi consiglieri e poi decise sulla proposta. Versò 5000 o 6000 (a seconda delle fonti) ducati, e promise di pagare un tributo annuale di 5.000 ducati. Gli Ottomani si ritirò. La somma rappresentava la metà del reddito annuale del Ducato. Sembra che l'atteggiamento di Giovanni IV fosse stato più politico. Egli, infatti, aveva i mezzi militari per resistere a Barbarossa. Tra l'altro Ottomani non poteva permettersi una campagna invernale. Non possono essere ricaricato o impegnarsi in operazioni navali. Le fortezze di Nasso e principalmente Epanokastro, nell'entroterra, potrebbe resistere a lungo. Infatti, anche l'offerta di Barbarossa ha preso in considerazione questi elementi: avrebbe potuto benissimo passare direttamente ad una conquista militare, e non negoziare. Giovanni aveva scelto di pagare per le sue dispute con la Repubblica di Venezia. Riteneva che non lo aveva sostenuto quanto voleva, e aveva omesso di riprendere il controllo dei feudi. Il duca decise che non doveva combattere fino alla fine per lei, a differenza di Bernardo Sagredo, che era un nobile veneziano.
Parte della flotta, tuttavia, fece il giro delle isole Ducato e delle altre isole delle Cicladi per richiedere un tributo. I possedimenti veneziani erano più o meno interessati direttamente. Amorgos apparteneva alla nobile famiglia veneziana Querini, Mykonos, la dipendenza diretta della Repubblica, fu saccheggiata due volte, Anafi apparteneva alla nobile famiglia veneziana dei Pisani; Serifos era un possedimento della nobile famiglia veneziana di Michieli.
Il 1º dicembre 1537, Giovanni IV scrisse una lettera a Papa Paolo III e ad altri governanti cristiani. Ha raccontato l'aggressione che aveva subito. Ha avvertito che l'inazione e le divisioni sarebbero stati fatali per l'intera cristianità. Ha infine suggerito una nuova crociata che avrebbe dovuto respingere prima gli Ottomani dal Mar Egeo, prima di andare a liberare il Santo Sepolcro a Gerusalemme. Pare che questa lettera fu uno degli elementi che hanno portato alla creazione della Lega Santa tra il Papa, Venezia e gli Asburgo. La flotta della Lega, comandata da Andrea Doria, fu però sconfitta nel settembre 1538 da Barbarossa nella battaglia di Prevesa. Nel 1540, la Lega cessò praticamente la sua guerra contro l'Impero ottomano. Giovanni IV restava quindi soggetto alle condizioni dell'accordo del 1537.
Nel 1538 tornò lo stesso Barbarossa a richiedere il tributo annuale, e per chiedere a Giovanni un possibile aiuto per attaccare Candia. Ci fu una missione esplorativa sull'isola grande, ma vennero le spie vennero catturate. La missione non portò a nulla, ma è indicativo dell'atteggiamento di Giovanni IV. Si dice per il suo risentimento verso la Serenissima e per tutelare il suo ducato.
Il duca continuò a versare il tributo all'Impero ottomano, come il resto delle isole. Si salvò solo Tinos dal dazio rimasta sotto il controllo diretto di Venezia. Per far fronte all'onere Giovanni dovette aumentare le tasse. Tale decisione comportò uno spopolamento del ducato. Nel 1563 secondo un diplomatico veneziano che ha visitato l'arcipelago, solo Nasso, Paros, Milos, Syros e Santorini erano ancora abitate. Nel 1564, dopo il regno di Giovanni, la popolazione dell'isola di Nasso è stimata a 6000 persone, tra cui 500 "Latini".
Il documento che stabiliva la soggezione del Ducato di Nasso è stato perso. Tuttavia, vi è il testo del rinnovo, nel 1564, alla morte di Giovanni IV. Le disposizioni erano equivalenti a quelli di altri principi locali soggetti all'Impero ottomano (Andros o Transilvania): il pagamento del tributo, le restrizioni in materia di politica estera (divieto di avere relazioni amichevoli con un nemico del sultano), ma anche (se gli obblighi sono stati raggiunti) possibilità di viaggiare in tutto l'impero, può trasmettere l'eredità alla morte.
In conclusione, sotto il regno di Giovanni IV il Ducato dell'Arcipelago si trasformò a poco a poco da un protettorato veneziano a un dominio ottomano.
Per essere sicuro che il Ducato passasse al figlio, Giovanni lo nominò governatore di Paros e Santorini e facendolo diventare un vassallo diretto del sultano.